# Надим
Надим (рус. Надым) град је у Русији у Јамало-Ненецији.

## Становништво
| 1959. | 1970. | 1979.  | 1989.  | 2002.  | 2010.  |
| ----- | ----- | ------ | ------ | ------ | ------ |
| 300   | 900   | 26.058 | 52.586 | 45.943 | 46.611 |

## Градови побратими
- Тромсе